# Vera e il Regno dell'arcobaleno
Vera e il Regno dell'arcobaleno (True and the Rainbow Kingdom) è una serie web per bambini trasmessa su Netflix in anteprima dall'11 agosto 2017. La serie è prodotta da Guru Studio, in collaborazione con I Am Other artista collettivo di Pharrell Williams, FriendsWithYou e Home Plate Entertainment.

## Trama
Vera è una bambina di 8 anni con capelli blu, il suo migliore amico è Bartleby, un gatto parlante, insieme cercano di aiutare i cittadini del Regno Arcobaleno, un universo meraviglioso e colorato, pieno di cittadini deliziosi e fantastici dall'aspetto di nanetti colorati. Vera è l'unica che ha la capacità di attivare i poteri magici dell'albero dei desideri, un albero a forma di avocado dove abita il suo amico Zee, per risolvere i problemi del Regno Arcobaleno.

## Personaggi
- Massimo (padre) (Voce: Michele Carli)
- Claudia (madre) (Voce: Benedetta Boschi)
- Anastasio (fratello maggiore) (Voce: Omar Vitelli)
- Rosa (1ºgemella) Voce: Bianca Bufalini
- Girasole (2ºgemella) Voce: Valentina Pallavicino
- Papavero (3ºgemella) Voce: Elena Miranda
- Giglio (4ºgemella) Voce: Giovanna Falleti
- Rita (zia/cameriera) (Voce: Eleonora Guglielmi)

### Altri
- Federica (amica) (Voce: Vincenza Cinesi)
- Cristina (maestra) Voce:
- Sara (1ºcompagna) Voce:
- Olivia (2ºcompagna) Voce:

## Lista di episodi

### Stagione 1
| nº | Stagione 1                                | Stagione 2                         |
| -- | ----------------------------------------- | ---------------------------------- |
| 1  | Cosa è successo esattamente a loro        | Il mio film Le quattro gemelle     |
| 2  | A cosa stanno pensando esattamente        | Sfida di un giorno intero in viola |
| 3  | Cosa farà quella ragazza                  | Acquisti scolastici                |
| 4  | Chi sarà punito e quale sarà la punizione | Tipi di ragazze a scuola           |
|    |                                           | Il test difficile                  |
|    |                                           | Il ritorno dell'amica ingannatrice |
|    |                                           |                                    |
|    |                                           |                                    |
|    |                                           |                                    |
|    |                                           |                                    |

## Sequel
- Vera: Fantastici amici (2018)
- Vera: Meravigliosi desideri (2018)